# Гетто в Малорите
Гетто в Малори́те (осень 1941 — июнь 1942) — еврейское гетто, место принудительного переселения евреев города Малорита Брестской области и близлежащих населённых пунктов в процессе преследования и уничтожения евреев во время оккупации территории Белоруссии войсками нацистской Германии в период Второй мировой войны.

## Оккупация Малориты и создание гетто

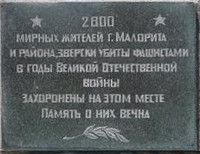
Надпись на памятнике

Малорита была захвачена немецкими войсками 22 июня 1941 года, то есть в первый день нападения на СССР, и времени на эвакуацию у еврейского населения не было. Оккупация продлилась 3 года и 1 месяц — до 20 июля 1944 года.
По административному разделу оккупированных нацистами территорий, Малорита оказалась в округе Брест-Литовск рейхскомиссариата Украина генерального округа Волынь-Подолия.
Реализуя нацистскую программу уничтожения евреев, немцы создавали гетто почти во всех городах и населённых пунктах Беларуси, где проживало еврейское население. Так и в Малорите осенью 1941 года оккупанты согнали местных евреев и из прилегающих деревень в гетто.

## Условия в гетто
Под гетто было выделено около 50 домов в северо-западной части местечка, жителей которых выселили. Гетто занимало территорию между современными улицами имени Ткаченко, Ленина и Пионерской, было огорожено колючей проволокой и круглосуточно охранялась.
Евреям под страхом жестоких наказаний было категорически запрещено общаться друг с другом и с жителями Малориты. Нарушителей нацисты и полицейские избивали резиновыми палками и резиновыми шлангами, заполненных металлическими шариками.
Всего в гетто были согнаны более 2000 евреев, включая детей (2500, около 3500). В каждом доме в невыносимой тесноте оказалось в среднем по 40—60 человек. Из-за крайней скученности и антисанитарии в гетто была большая смертность среди узников.
Узников использовали на принудительных работах Немцы очень серьёзно относились к возможности еврейского сопротивления, и поэтому в первую очередь убивали в гетто или ещё до его создания евреев-мужчин в возрасте от 15 до 50 лет — несмотря на экономическую нецелесообразность, так как это были самые трудоспособные узники. Поэтому евреев-мужчин из Малоритского гетто вывозили на тяжелые работы в другие районы, а затем убивали, и никто из них не возвращался.
В августе-сентябре 1942 года в гетто пригнали 339 евреев из Жабинковского гетто.

## Уничтожение гетто
В июне 1942 года для проведения «акции» (таким эвфемизмом гитлеровцы называли организованные ими массовые убийства) уничтожения евреев Малориты из Луцка прибыл майор Розе — начальник карательных отрядов гестапо и СД Генерального округа «Волынь-Подолия». Вместе с ним приехали каратели из гестаповской команды «Нюрнберг» (по некоторым данным, это была нюрнбергская полицейская рота 310-го полицейского батальона). В помощь полицейской роте был выделен отряд украинских полицаев во главе с Марковским (Markowski), который в прошлом был петлюровским полковником, а незадолго до этого — шефом Малоритского района при оккупационной власти.
По приказанию Розе гестаповцы начали массовые расстрелы узников гетто. В один из июньских дней 1942 года в 17:00—18:00 территорию гетто окружили, и нацисты отобрали мужчин, которых увели и расстреляли в районе Песчанки — в одном километре на северо-запад от Малориты, на песчаном пригорке около просёлочной дороги на Гвозницу. К 21:00—22:00 часам все мужчины из гетто были убиты.
В то время среди обитателей гетто началась паника, многие пытались бежать, но были застрелены часовыми. Оставшихся в гетто женщин и детей выгнали из домов и согнали в одно место под открытым небом, где они всю ночь находились под усиленной охраной. С раннего утра обреченных людей группами по 40—50 (15—20) человек выводили под конвоем в район Песчанка, где накануне были убиты их мужья, сыновья и отцы, ставили на краю ямы и расстреливали из автоматов. Некоторым узникам гетто убийцы приказывали перед смертью раздеться. Женщин убивали вместе с детьми на руках. Раненых в ямах добивали полицейские. Многих раненых закопали ещё живыми.
Одежду и обувь убитых после расстрела собрали и на двух больших повозках отвезли в местечко.
Во время расстрела местным жителям Малориты, жившим возле гетто, нацисты, стараясь скрыть свои преступления от глаз местного населения, приказали лежать на полу, не выходить на улицу и не выглядывать в окна.
Всё оставшееся в гетто имущество было разграблено и присвоено немцами и «бобиками» (так в народе презрительно называли полицаев).

## Организаторы и исполнители убийств
В Малорите действовала специальная школа для подготовки и обучения полицейских — шуцманов. Лично расстреливали евреев в июне 1942 года и во время последующих расстрелов комендант полиции Захар Квятковский, полицейские Иван Кузьмин, Константин Комаров, Николай Гончак, Василий Струниц и другие.

## Память
После освобождения Малориты комиссия ЧГК установила, что в поселке были убиты около 3000 человек, из которых евреев — около 2800, в их числе жители как местечка, так и района.
В 1955 году на могиле жертв геноцида евреев был установлен обелиск, а в 1985 году — стилизованная стела.